# ایست هیلز، نیو ساوت ولز
ایست هیلز (به انگلیسی: East Hills) یک منطقهٔ مسکونی در استرالیا است که در نیو ساوت ولز واقع شده‌است.